# Терекла (Оренбургская область)
Терекла — село в Гайском городском округе Оренбургской области.

## География
Находится на расстоянии примерно 19 километров по прямой на север-северо-восток от окружного центра города Гай.

## Климат
Климат резко выраженный континентальный. Основные черты климата: холодная суровая зима, жаркое сухое лето, неустойчивость и недостаточность атмосферных осадков. Абсолютный минимум температуры — минус 44 градуса по Цельсию. Лето жаркое, максимальная температура воздуха достигает плюс 40 градусов по Цельсию. Одна из особенностей климата- наличие большого числа дней в году с ветрами (до 275 суток) и наличие суховеев (преимущественно юго-западные ветры). Среднегодовое количество осадков составляет 220—300 мм. Снежный покров устанавливается в середине ноября и исчезает в конце апреля. Глубина промерзания грунт — 2-2,5 м.

## История
Образовалось село в середине XVIII века. Его название происходит от тюркского и означает в переводе «тополиное место». В 1960 году село вошло в совхоз «Вишневые горки», став при этом отделением № 2 этого совхоза. В селе находилась молочно-товарная ферма, начальная школа, клуб, медпункт, совхозная контора. До 2016 года входило в состав Ириклинского сельсовета Гайского района, после реорганизации обоих муниципальных образований входит в состав Гайского городского района.

## Население
Постоянное население в 2002 году составляло 147 человек (русские — 68 %), 103 в 2010 году.